# Thaisa Moreno
Thaisa de Moraes Rosa Moreno, meglio nota come Thaisa (Xambrê, 17 dicembre 1988), è una calciatrice brasiliana, centrocampista del Flamengo e della nazionale brasiliana.

## Carriera

### Calcio collegiale e universitario
Nel 2007 Thaisa Moreno decide di approfondire il suo percorso scolastico negli Stati Uniti d'America, scegliendo di trasferirsi al Feather River College (FRC) di Quincy, California, dove affianca gli studi all'attività sportiva giocando nella squadra di calcio femminile dell'istituto fino all'anno successivo.
Nel 2009 si iscrive alla Florida International University di Miami, Florida, dove continua l'attività di calciatrice nella formazione femminile delle FIU Panthers rimanendovi fine al termine degli studi, nel 2010.

### Club
Rientrata in Brasile nel 2011 Thaisa sottoscrive un accordo per giocare con il Foz Cataratas di Foz do Iguaçu, nel Paraná, per passare l'anno successivo alla Ferroviária, rimanendovi parte della stagione 2013 prima di trasferirsi al Centro Olímpico, dove scende in campo in 7 occasioni.
Nel gennaio 2014 decide di accettare la proposta del Tyresö FF per trasferirsi in Europa e giocare in Damallsvenskan, il livello di vertice del campionato svedese femminile di calcio, dal campionato entrante Grazie alla conquista di Campione di Svezia al termine della Damallsvenskan 2012, la squadra partecipa alla UEFA Women's Champions League e Thaisa ha l'occasione di debuttare nel torneo dai quarti di finale della stagione 2013-2014, scendendo in campo il 23 marzo 2014 nell'incontro vinto per 8-1 sulle austriache del Neulengbach e venendo impiegata nuovamente per tre volte fino alla finale all'Estádio do Restelo di Lisbona del successivo 22 maggio dove la sua squadra perdendo 4-3 deve cedere il titolo alle tedesche del Wolfsburg. . Appena pochi giorni dopo aver disputato la finale di Champions League, e con il debito che aveva raggiunto i 10 milioni di corone, il tribunale distrettuale di Nacka rifiutò la richiesta di proroga nel piano di ristrutturazione del debito. A stagione conclusa molte calciatrici e membri dello staff lasciarono il club. Vista la situazione la società si vide costretta a ritirare l'iscrizione della squadra alla Champions League 2014-2015, guadagnata grazie al secondo posto nel campionato 2013. Subito dopo la società si vide costretta a ritirare la squadra anche dal campionato di Damallsvenskan 2014. Le otto partite disputate fino ad allora vennero annullate e il Tyresö retrocesso in Division 2.
Per la stagione 2017 decide di trasferirsi in Islanda, accordandosi con il neopromosso Grindavík per giocare in Úrvalsdeild kvenna, contribuendo a far raggiungere alla squadra il settimo posto in campionato e la conseguente salvezza.
Conclusi gli impegni contrattuali con il club islandese, il 13 dicembre 2017 Thaisa decide di tornare nuovamente in America, negli Stati Uniti, sottoscrivendo un contratto con lo Sky Blue per giocare in National Women's Soccer League (NWSL). Veste la maglia del club di Piscataway, New Jersey, fino all'estate 2018 quando, durante il roster del 25 luglio la società la svincola al fine di poterle offrire di valutare nuove opportunità oltreoceano-
Nella stagione 2018-2019 ha giocato nel Milan, partecipante al campionato di Serie A, conquistando il terzo posto finale. Conclusa la stagione, non ha rinnovato il contratto che la legava alla società milanista. Il 26 luglio 2019 è stato ufficializzato il suo passaggio al Tacón, società spagnola neopromossa in Primera División e avente una collaborazione con il Real Madrid CF
Nell'estate 2021 ha lasciato la Spagna per trasferirsi alla Roma, tornando a giocare in Serie A. Ha giocato con la maglia giallorossa per poco più di metà stagione, collezionando 10 presenze in campionato e 1 in supercoppa, per poi svincolarsi ai primi di febbraio 2022.

## Palmarès

### Nazionale
- Campionato sudamericano femminile di calcio: 2

2014, 2018
- Giochi panamericani: 1

2015

### Individuale
- Gran Galà del calcio AIC: 1

Gol dell'anno: 2019